# Emil Christiani (präst)
Anton Carl Emil Christiani, född den 27 september 1817 i Køge, död den 6 april 1901, var en dansk präst.
Christiani blev cand. theol. 1840, var 1846–1871 präst i Bjerregrav och 1871–1886 i Nysted. 
Christiani slöt sig ivrigt till Grundtvig och framkallade genom sin artikel: "Om Inspirationsbegrebet" (Dansk Kirketidende 1863 nummer 5) en debatt, i vilken också Martensen deltog med sitt ordinationstal: "Apostlenes Inspiration" , och som blev en häftig kamp för och emot Grundtvig. I detta sammanhang skrev Christiani stridsskriften Professor H. N. Clausen og det levende Ord. 
För övrigt skrev Christiani predikosamlingar, småskrifter, tidningsartiklar, försvarade frimurarna mot professor Fr. Nielsen (1882), höll och utgav folkliga föredrag (Nutidsspørgsmaal i 15 folkelige Foredrag 1887), utgav en rimordbok samt översatte A. Harnacks bok om trosbekännelsen.